# 대한민국의 인터넷
이 문서에서는 대한민국의 인터넷에 대한 현상과 특색에 대해 다룬다.
한국에서는 약 4,900만 명(인구의 97.0%)이 인터넷을 사용한다. 이 나라는 세계에서 가장 빠른 평균 인터넷 연결 속도를 가지고 있다. 한국은 UN ICT 개발지수 출시 이후 꾸준하게 1위를 기록하고 있다. 정부는 광대역의 급속한 확장과 사용을 촉진하는 정책과 프로그램을 수립했다. 대한민국은 전체 인구의 97.6%가 스마트폰을 보유하고 있으며, 이는 세계에서 가장 높은 수치이다.
전길남은 한국에 인터넷이 소개되는 데 중요한 역할을 한 것으로 기록되어 있다. 전길남은 인터뷰에서 1982년부터 한국 네트워크 개발 프로젝트를 시작했다고 말했다. 한국에서 세계로 보낸 최초의 인터넷 메시지는 1990년 박현제에 의해 작성되었다.

## 역사

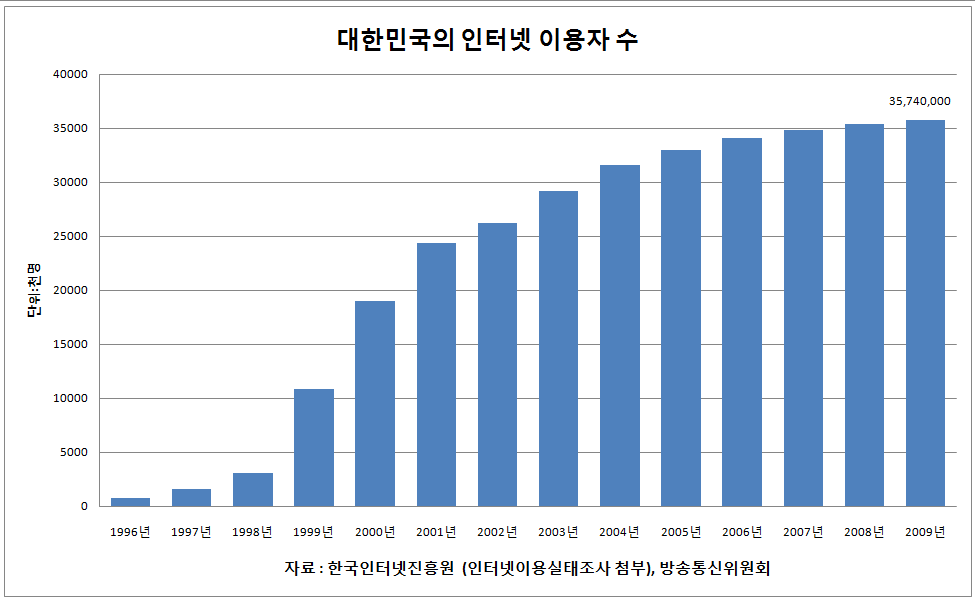
대한민국의 인터넷 이용자 수

1982년 5월, 전길남 일본 게이오기주쿠 대학 석좌교수 겸 KAIST 전산학과 명예교수가 대한민국 내 처음으로 서울대학교 컴퓨터공학과와 구미 전자기술연구소(KIET)의 두 개의 중형 컴퓨터에 IP 주소를 할당받아 전용선으로 연결하고 이를 패킷 교환 방식으로 연결하는데 성공했다.
데이콤(현 LG유플러스)이 1986년 PC 통신 '천리안' 서비스를 시작하고 1988년 유료 가입자를 유치하기 시작하면서 PC 통신의 대중화가 시작됐다. 이어 하이텔, 나우누리, 유니텔 등 4대 서비스가 등장하면서 PC 통신 가입자가 350만 명을 돌파하는 등 전성기를 맞았다.
2000년대 초반은 PC 통신에서 인터넷 서비스로 급속히 전환되던 시기였다. 2003년 '하이텔'이 기존 VT(가상터미널) 기반 PC 통신 서비스와 단절된 완전 인터넷 기반 커뮤니티로 거듭난다고 선언한 게 화제가 됐다. PC 통신과 인터넷을 병행하던 '천리안'과 '나우누리'도 이어 인터넷으로 완전 전향하면서 PC 통신 시대가 막을 내렸다.
연구 목적으로 일부만 사용할 수 있었던 인터넷은 1994년 한국통신(현 KT)이 코넷(KORNET)이라는 이름으로 인터넷 상용 서비스를 개시하면서 대중화의 발판을 마련하였다. 1997년에는 초고속 인터넷이 도입되면서 고속성장을 거듭하던 PC 통신은 2000년대 초반부터 급속한 내리막길에 들어섰고 그 자리를 포털 서비스가 대체했다. 초고속 인터넷 서비스는 1998년에 시작되었는데, SK브로드밴드에 합병된 두루넷이 시작했고 SK브로드밴드로 이름을 바꾼 하나로통신을 비롯해 한국통신, 드림라인, 데이콤 등도 ADSL 초고속 인터넷 서비스를 상용화하면서 1990년대 말에서 2000년대 초반까지 수많은 '닷컴 1세대' 기업들이 등장했다.
1990년대 중반으로부터 1년 사이에 대한민국은 인터넷 인프라 구축에 있어서 세계적으로 선구적인 xDSL에 의한 초고속 인터넷 인프라 구축에 성공했지만 한 때 IMF 구제금융 요청 등 경제적 위기 때문에 접속 속도 부분에 있어서 저속 국가로 분류된 적도 있었다.(OECD의 브로드밴드 조사에서는 256kbps 이상이 브로드밴드로 보고 있다. 이 기준에 따르면 대한민국의 인터넷 보급률은 세계 4위)
2009년 6월 국제 전기 통신 연합(ITU)의 보고에 따르면 대한민국의 가정 내 인터넷 보급률은 2000년 49.8%으로 시작해 2001년 63.2%, 2002년 70.2%, 2005년 74.8%, 2006년 78.4%, 2009년 80.6% 등으로 나타나 해마다 증가해 왔다는 것을 알 수 있다. 2010년 Strategy Analytics의 발표에 따르면 대한민국의 가정 내 인터넷 보급률은 95%인 것으로 나타났다.
무선 LAN의 보급에 있어서는 스마트폰의 사용량이 증가함에 따라 재검토가 이뤄지고 있으며 2010년 기준 대한민국의 무선 LAN 보급률은 세계 7위(1위 미국, 2위 영국, 3위 프랑스, 4위 독일, 5위 중국, 6위 러시아)이다. 2010년 말 대한민국의 무선 인터넷 보급률은 89.8%였지만 스마트폰 보급이 급증하면서 무선 인터넷 보급률도 가파른 상승곡선을 그렸다. OECD 브로드밴드 통계 보고서에 따르면 2011년 12월 기준 대한민국 초고속 무선 인터넷 보급률은 100.6%로 OECD 34개국 가운데 1위를 차지했다. 이는 OECD 국가 평균 보급률 54.3%에 비해 2배 가까이 높은 수준이었다.
대한민국은 2007년 7월부터 일정 규모 이상의 사이트를 운영하는 정보통신서비스 제공자가 게시판을 운영할 때에 이용자의 본인 여부를 확인하도록 하는 제한적 본인 확인제를 시행한 적이있었다. 2012년 8월에 이 제도는 위헌 판결을 받았다.

## IT 산업 진흥 정책

### 초기(1990년대후반 ~2000년대전반)
1997년 12월 3일, 국가부도 위기에 처한 대한민국은 국제 통화 기금으로부터 자금을 지원받는 양해 각서를 체결하였다. 이 사건 이후 1998년 2월에 출범한 김대중 정부는 IT 산업 진흥을 경제발전정책의 핵심으로 삼았다. 금융 위기에 의한 원고 현상 등 대한민국 경제 상황이 악화됨에 따라 인프라 투자가 쇠약해질 수밖에 없는 상황이었기 때문에 전망있는 분야에 집중 투자할 필요가 있었다.
1999년 3월, 정부는 사이버 코리아 21 계획을 발표하였다. 사이버 코리아 21은 '정보화촉진기본법' 제5조의 규정에 의거하여 1996년 6월에 수립된 '정보화촉진기본계획'을 정보통신부가 수정·보완하여 4년간 민자 17조 3000억 원을 포함하여 모두 28조 원을 투입하는 정부의 정보 인프라 기본 계획이다.
사이버 코리아 21은 정보화 구축으로 창조적 지식기반국가를 건설하고, 국가경쟁력과 국민 삶의 질을 향상시킬 수 있도록 선진국 수준의 투자를 함으로써 2002년에는 세계 10위 권의 지식정보화 선진국으로 발돋움하는 것을 목표로 하였다.
이 계획에 따라 인프라 정비·벤처기업 육성·개인용 컴퓨터 보급 등을 적극적으로 추진했다. 각 학교의 전 직원, 전 교실에 컴퓨터가 도입되었고 한국통신 등과 같은 기업에게 저액 고속 인터넷 접속 서비스를 제공하게 했으며, 정부 기관의 전산화도 급속도로 진행하게 했다. 또 IT 기업 고용자 수도 1998년 10월부터 2000년 10월까지 18만 명을 증원했다.
이 덕분에 대한민국의 인터넷 사용자 수는 1998년 말 310만 명에서 1999년 말 1086만 명, 2000년 말에는 1904만 명으로 급격하게 증가하게 되었다. 2003년 6월 현재 인터넷 사용자 수는 3000만 명에 도달했다.
대한민국 내 초고속 인터넷 서비스는 1998년 6월 두루넷의 케이블 모뎀 서비스로 시작되었고, 1999년 4월에 하나로통신이 세계 최초로 ADSL 서비스를 개시했으며, 1999년 6월에 한국통신이 ADSL 서비스를 제공하며 전국적 초고속 인터넷망 구축에 뛰어들었다.
초고속 인터넷 서비스 연간 가입자수 현황을 보면 서비스를 시작한 이듬해인 1999년 37만 명, 2000년 402만 명, 2001년 781만 명으로 급증했으며, 2002년 10월 1천만 명 고지를 넘어섰다.

### 현재
한 가정 당 기본 1대 완비 인터넷 인프라 덕분에 대한민국의 인프라 체계는 세계에서 제일이라 할 수 있을 정도로 큰 규모를 가지고 있다. 이러한 점 덕분에 대한민국의 인터넷 정보 공개성과 그에 대한 평가를 현저히 밀어 올리는 결과가 되었다.
2014년 11월, 초고속 인터넷 서비스 가입자수는 1921만 명에 이르렀다. 2015년에는 초고속 인터넷 시장이 사실상 포화상태에 달하면서 신규 가입자 증가세는 둔화한 상태지만 최근 수년간 1인·단독가구가 증가하며 신규 가입도 꾸준한 편으로 나타났다. 2016년 7월 미래창조과학부와 한국인터넷진흥원의 조사에 의하면 3세 이상 국민의 인터넷 사용률은 88.3%에 달했다. 특히 10대부터 40대까지는 보급률이 100%에 달하는 것으로 드러났지만, 연령이 높고 소득이 적을수록, 학력 수준이 낮을수록 인터넷 이용률은 낮은 경향을 보였다.
2015년 1월, 인터넷 평균 접속 속도가 25.3Mbps를 달성하면서 3분기 연속 전 세계 1위를 차지했다. 클라우드 서비스 기업인 아카마이 테크놀로지스 한국 지사가 발표한 2014년 3분기 인터넷 현황(The State of the Internet) 보고서에 따르면 대한민국 2014년 3분기 인터넷 평균 접속 속도는 25.3Mbps로 전 세계 1위를 차지했고 10Mbps 이상 초고속 인터넷 도입률도 81%로 전 세계 1위를 차지했다.
한국관광공사가 발간한 '2014년 글로벌 온라인 트렌드 보고서'에 따르면 독일의 통계 전문 리서치기업인 스타티스타는 2014년 3분기를 기준으로 세계에서 가장 빠른 인터넷 속도를 갖고 있는 국가로 대한민국을 꼽았다. 대한민국의 평균 인터넷 속도는 25.3Mbps로, 전 세계 평균치인 4.5Mbps보다 5.6배가량 빨랐다.

## 인터넷 문화

### 지적 소유권, 저작권 관련
방송국과 레코드 회사의 무료 음악과 동영상 콘텐츠가 보급되고 있다. KBS, MBC, SBS 등 주요 방송국뿐만 아니라, 일부 케이블 방송국까지 인터넷 방송국 스트리밍 방송 서비스를 제공하고 있으며 인터넷 라디오의 청취자 수 또한 일반 라디오 청취자 수보다 많다.
하지만 2003년 7월부터 저작권법이 개정됨에 따라 디지털 환경하에 방송 출연자 등 저작권자의 권리가 강화되어 지금까지 자유로이 전제할 수 있었던 벅스 뮤직이나 KBS 국제방송 오디오 등 뮤직 비디오가 2004년 10월부터 11월까지 걸쳐 전제할 수 없게 되었다. 특히 벅스 뮤직은 새로운 저작권법을 위반해 서울 지방 재판소에 손해 배상 명령을 받은 바가 있다. 덧붙여, 2007년 4월부터 UCC에 대해서도 규제가 시행되어 KBS, MBC, SBS등 지상파 방송국의 프로그램은 전부 인터넷 상에 업로드할 수 없게 되었다.
2009년부터 저작권법이 또 강화되어, 각 동영상 사이트와 공유 사이트에 대해 직접적으로 규제가 가해지기 시작했다. 특히 유튜브와 대형 검색 사이트에서의 공유, 자작 영상에 쓰인 BGM, 자작 영상에 우연히 쓰인 1차 저작물 영상이나 음악 또한 저작권 침해 대상이 일부 영상 제작자 및 인터넷 이용자로부터 반발을 사고 있다.

### 전자정부
대한민국에서는 주민등록번호 제도가 일찍이 뿌리를 내리고 있었으며 정부의 적극적인 전산화 정책에 따라 전자 정부화가 진전되고 있다. 또 대한민국에서는 일반적인 게시판이나 시/국회의원의 블로그에도 국민의 의견을 올리는 것이 일반적이며 정치면에서도 2002년 대한민국 대통령 선거에서는 노무현 후보를 지지하는 사람들을 중심으로 노사모를 설립하거나 노무현에 대한 집합적 보도를 한 오마이뉴스 등이 노무현의 당선에 큰 힘을 실어줬다. 이러한 요인들로 인해 노무현 전 대통령은 대한민국에선 사상 최초의 인터넷 대통령이라고도 불리기도 한다.

### 휴대전화

#### 통신 인프라
2011년 말을 기준으로 대한민국 내 휴대전화 가입자가 5250만 명에 달해 휴대전화 보급률이 100%를 넘었다. 2012년 8월, 대한민국 내 스마트폰 가입자는 3000만 명을 넘어 국민 60%가 스마트폰 사용자인 것으로 조사되었다. 2012년 9월, 모바일을 통한 인터넷 사용이 PC를 통한 인터넷 사용의 30%에 근접했다.
고속 무선 규격 와이맥스에 포함된 대한민국 중심으로 한 확장 규격인 와이브로의 개발과 국토의 좁음으로 인해 투자비용이 필요없는 TV의 지상파 디지털화 등이 진행되고 있다. 하지만 와이브로 도입으로부터 1년 반 경과한 2009년 5월 와이브로 서비스 가맹자가 대한민국 전체에서 21만 명이라는 실정이 공개되어 와이브로 서비스 자체를 정지한다는 판단의 측면도 있지만 휴대전화로 인한 W-CDMA의 모바일용 확장 규격인 HSDPA에 의해 서비스에 기반한 접속 속도가 와이브로에 의해 느린 점 등이 평판이 좋지 않음을 불러 와이브로의 서비스에 대해 다시 보다는 의견이 있다. 특히 2007년 4월부터 윈도우 모바일을 기반으로 한 PDA과 고기능 단말이 제공되기 시작한 이후 사용자 수도 증가하기 시작했다. 이것으로 인해 서울뿐이였던 액세스 포인트도 서울 교외로 확장해 인구의 1/4에게 보급할 예정이다.

#### 휴대기기 단말
2000년 봄부터 자바 애플리케이션의 실행 환경이 도입되어 동영상과 음악을 이용할 수 있게 되었다. 2004년 1월부터 번호 포터빌리티가 개시되어 KT, LG텔레콤, SK텔레콤의 거대 3사의 가입자 간에서 2004년에는 약 300만 명이 이동했다.

### 한국의 사이버 문화
사이버 문화와 인터넷 문화는 새로운 기술의 개발로 생성된 사이버 공간에서의 문화를 뜻한다. 우리는 사이버 문화를 테크노 문화, 인터넷 문화, 인류후기문화(post-human culture), 그리고 고기술 문화라고도 부른다. 이러한 여러 개의 명칭은 사이버 문화의 다양성을 나타내기도 한다. 실제, 사이버 문화는 온라인 커뮤니케이션의 행동과 정체성을 말하는 가상 커뮤니티 문화(virtual community culture), 그리고 사이버 펑크(cyber punk)를 염두에 두고 고안되었다. 한국의 사이버문화는 다른 정의보다 가상 커뮤니티 문화로 정의될 수 있다.

#### 한국의 사이버문화의 특징
인터넷상의 가상 커뮤니티에서 한국의 사이버문화는 완전히 소비된다고 말하기에는 이르다고 볼 수 있다. PDP(Personal Broadcasting Platforms)도 가상 커뮤니티에서 큰 역할을 하였지만, 사이버문화가 재생산되고 확산되는 데에 다른 플랫폼들 보다 더 빨리 이뤄졌다. 한국의 사이버문화는 굉장히 공격적이다. 이유는 익명성과 주목을 받고 싶어하는 유저들이 자극적인 단어를 사용하기 때문이다. 한국 정부는 PDP를 규정하기 시작하였다. 그에 대한 구체적인 사례로 '아프리카 TV'를 들 수 있는데, 이 PDP는 한국의 사이버문화의 질을 떨어뜨렸는가에 대한 논쟁적인 이슈로 정부가 PDP를 규정하는 데에 트리거가 됐다.

### 한국의 사이버문화 경로

#### PDP
많은 사이버문화들이 인터넷 스트리밍 방송을 통행 생산되고 있다. ‘먹방’, ‘겜방’ 그리고 ‘보이는 라디오’등의 많은 컨텐츠들이 PDP에 있다. BJ(Broadcast Jockery)라고 불리는 개인방송진행자는 자신만의 방소 환경과 방송시간을 편성하는데 이 또한, 새로운 사이버문화가 될 수 있다. 기본적으로, 스트리머와 실시간 방송 시청자간의 의사소통은 개인방송에 매우 중요한 부분이다. 이러한 과정에서 문화가 생성된다. 이렇게 생산된 문화는 인터넷 커뮤니티에서 ‘짤방’, ‘클립’ 그리고 언급 등으로 재생산될 것이다.

#### 인터넷 커뮤니티
인터넷 커뮤니티는 한국의 사이버문화의 둥지라고 볼 수 있다. 많은 사이버문화들이 생산, 소비 그리고 재생산되는 곳이 인터넷 커뮤니티이다. 인터넷 커뮤니티상의 사이버문화 열풍은 오프라인을 기점으로부터 시작되었다. 언어 사용 부분에서 매우 눈에 띄는 변화가 일어났다. 인터넷 커뮤니티에서의 언어 사용이 한국의 언어 트렌드를 주도하였다. 수많은 인터넷 커뮤니티 사이트가 있지만, 그 중 몇 개의 인터넷 커뮤니티를 자세히 살펴 볼 필요가 있다. 각각의 인터넷 커뮤니티들은 고유의 목적과 주제를 가지고 있으며, 각각의 사람들은 자신의 기호와 흥미에 맞는 인터넷 커뮤니티 사이트에 모인다. 그럼으로써, 그들이 생산하고 소비하는 각각의 다른 색깔의 인터넷 커뮤니티가 생산되고, 그 인터넷 커뮤니티의 환경과 사이버문화가 만들어진다.

#### 디시인사이드
디시인사이드 인터넷 커뮤니티는 갤러리라 불리는 인터넷 커뮤니티 속의 인터넷 커뮤니티가 있다. 이는 각각 다른 목적의 인터넷 커뮤니티(갤러리)가 하나의 인터넷 커뮤니티(DC inside)에 모일 수 있는 플랫폼이다. 거의 모든 주제에 갤러리가 DC inside에 존재한다. 때문에, 자신과 비슷한 주제와 흥미를 가진 사람들을 해당 갤러리에서 찾을 수 있으며, 갤러리를 통한 DC inside에서 사람들은 해당 플랫폼을 이용하여 사이버 문화가 생산되고 소비된다.

#### 오늘의 유머
오늘의 유머 인터넷 커뮤니티는 이름과 같이 유머에 초점을 둔 인터넷 커뮤니티이다. 하지만, 사람들이 점점 많이 모이면서, 유머 이외의 다른 분야의 주제까지 다루는 인터넷 커뮤니티가 되었다. 이 커뮤니티는 2014년에 시행된 인터넷 커뮤니티 순위에서 1등을 기록하며, 가장 인기 있는 커뮤니티로 뽑혔었다. 좌파 성향의 정치적 견해를 가진 사람들이 이용자의 대부분이다. 이로 인해, 매 선거철마다 이 커뮤니티 사이트는 들끓는 냄비와 같이 매우 인기 있는 커뮤니티 사이트가 된다.

#### 디젤 매니아
디젤 매니아 인터넷 커뮤니티는 디젤 청바지와 트루릴리젼 청바지의 해외 구매대행(공동구매)의 목적으로 만들어졌다. 하지만, 현재는 한국에서의 가장 큰 규모의 남성 패션 쇼핑 인터넷 커뮤니티가 되었다. 이 인터넷 커뮤니티는 익명성이 아닌 실명제의 운영방침을 고수하고 있으며, 이로 인해 디젤 매니아 인터넷 커뮤니티는 유명세에 비해 논란거리가 적은 인터넷 커뮤니티가 되었다. 이처럼, 서로 다른 목적과 주제를 가진 인터넷 커뮤니티들은 한국의 사이버문화를 다양하게 만드는데에 큰 기여를 한다.

### 한국어 위키의 문화

#### 나무위키
나무위키의 전신인 엔젤하이로(Angel Halo를 일본식으로 읽은 것) 위키 (엔하위키, 현 리그베다 위키)는 2007년 3월 1일에 설립되어 애니메이션, 만화, 인터넷 신조어 등에 특화되었다. 말장난 등 농담을 섞어 쓰는 특유의 서술 방식으로 인해 인기를 끌었고 다양한 마니아층이 지속적으로 글을 쓰면서 규모가 커졌다. 2012년 리그베다 위키로 명칭을 바꾸었다. 그러나 리그베다 위키 운영자가 위키를 사유화한다는 논란으로 인해 정상적인 운영이 불가능해지자 이 위키를 포크한 대체 위키 중 하나로서 시작되었으며 리그베다 위키 문서의 90%가량을 백업한 별도 사이트로 구성되었다. 리그베다위키의 사유화 논란 이후 리그베다 위키 사용자 대부분은 나무위키, 리브레 위키 등으로 분화되었다. 2017년 3월 13일 기준, 나무위키는 대한민국의 인기 웹사이트 순위 11위를 차지해 33위를 차지하는 한국어 위키백과를 크게 앞질렀으며 사용자 선호도를 반영하는 구글 검색에서도 한국어 위키백과보다 나무위키를 먼저 보여주고 있다. 이런 인기의 요인으로 나무위키에 쓰이는 B급 언어와 말장난 등 농담이 섞인 문체가 사람들을 불러 모았고 딱딱한 설명 보다는 쉽고 재미있는 이야기를 좋아하는 사용자들의 선호에 잘 부응하였고 한국어판 위키백과가 다른 언어판에 비해 규모가 작고 내용이 부족했던 것이 나무위키가 인기를 끄는 요인이 되었다고 분석된다.
이러한 자극 요인을 받은 사람들에게 인기 있는 나무위키는 그곳에 기록된 인터넷 문화와 이벤트에 적극적으로 참여하고 있으며 다양한 분야의 모든 자료가 나무위키에서 끊임없이 생성된다. 나무위키의 특징으로 한국 사이버 문화의 저장 공간으로 간주 될 수 있다. 하나의 사건으로 많은 참가자가 추가되고 수정되어 집단 지성이 생긴다. 끊임없는 사용자 참여와 다양한 분야의 콘텐츠 업로드로 인해 한국의 사이버 역사를 볼 수 있다. 예를 들어, 개인 방송과 커뮤니티에서 생성되고 소비되는 인터넷 문화는 결국 나무위키에 저장된다. 그러나 나무위키에는 많은 수의 참가자가 있기 때문에 확인되지 않거나 편향된 콘텐츠가 있을 수 있다. 이로 인해 임의의 제작, 신뢰할 수 없는 출처 생성 등이 발생할 수 있다. 이것은 나무위키의 모토가 모든 사람들에게 기여할 수 있다는 사실에서 비롯되는 필연적인 문제이다. 그러나 이것은 또한 꾸준히 많은 참여로 해결 될 수 있다. 편파적 또는 임의적으로 작성된 기사는 다른 사람들이 여러 번 검토하고 수백 번 검토하며 기사는 누구나 수정할 수 있다. 이것은 나무위키에 누구나 선택할 수 있는 모호하지 않은 설명과 신뢰할 수 없는 소스를 보완한다.

### 그 밖에
카페라 불리는 동호회 회원제의 게시판도 보급되어 있다. 간단히 친구 간 전용으로 개인의 사이트를 개설할 수 있는 싸이월드가 운영하는 miniHP(미니홈피) 서비스는 1,000만 명을 넘는 회원을 보유하고 있으며 정치가나 연예인도 이용한다. 이 서비스는 SNS의 전조라고 할 수 있다.

## 인터넷 문화의 역사
대한민국의 인터넷 문화는 IT 기술의 발전과 함께 점진적으로 변화해왔다. 1990년대 후반 초고속인터넷의 보급 이후 2000년대 디지털 카메라의 대중화, 2010년대 스마트폰의 대중화 등 여러 IT 신기술의 보급과 함께 인터넷 문화도 변화했다.
- 1990년대 중후반(~1998): 초고속인터넷의 보급 이전에는 PC통신이 대중적으로 사용되었으며, 온라인 세계에서 활동하는 사람을 뜻하는 '네티즌' 이라는 신조어가 처음 만들어졌다. VT 서비스로 이루어지는 PC통신 서비스에서 유행한 온라인 문화는 실시간 채팅과 동호회로 대표되는 카페 / 클럽 문화였다. 이 시기 PC통신을 통해 생겨난 동호회 문화는 훗날 초고속인터넷 시대에 카페와 밴드 등으로 계승되어, 현재까지도 네티즌의 중심적인 문화로 남아있다. PC통신은 전화선 기반의 서비스를 제공했고 이로 인해 사진이나 동영상 업로드는 불가능했다.

- 1990년대 후반~2000년대 초반(1999~2003) : 초고속인터넷의 보급 초창기에는 PC통신 시절의 온라인 문화가 초고속인터넷으로 그대로 이어지는 양상을 띄었다. 인터넷 보급 초창기에 유행했던 프리챌, 아이러브스쿨, 다모임, 버디버디, 세이클럽, MSN메신저 등은 전부 동호회(클럽)과 채팅 서비스로 인기를 끌었으며 이는 PC통신 시절의 인터넷 문화를 그대로 이어가는 형태였다. 이와 더불어 개인 홈페이지가 선풍적인 인기를 끌었는데, 네띠앙과 드림위즈 등 개인 홈페이지 개설을 위한 기본적인 기능을 무료로 제공하는 포털 사이트가 인기를 끌었다. 또한 이 시기부터 인터넷에 사진을 업로드하는 것이 가능해지면서, 하두리 등 웹켐 서비스가 큰 인기를 끌기도 했다. 한편 PC통신 서비스로 인기를 끌었던 업체들은 2000년대 초반 포털과 PC통신 VT 서비스를 병행하며 서비스를 유지해갔다.

- 2000년대 중반~2000년대 후반(2004~2009): 이 시기의 인터넷 문화는 PC통신 시절의 클럽(동호회) / 개인 홈페이지에서 블로그형 서비스로 대세가 바뀌었던 시점이다. 디지털 카메라의 폭발적인 보급으로 개인이 찍은 사진을 직접 인터넷에 올리는 것이 가능해지면서, 블로그형 서비스가 폭발적으로 대중화된 것이다. 2004년을 기점으로 네이버의 블로그와 싸이월드의 미니홈피 서비스의 인기가 급격히 올라갔고 이 후 기타 포털 서비스에서도 블로그와 홈피 서비스를 도입했다. 블로그형 서비스의 보급으로 인해 개인 홈페이지의 인기는 급격히 떨어지기 시작했고 개인 홈페이지 서비스로 인지도를 유지하던 포털은 모두 쇠퇴했다. 또한 유료화 정책과 기존의 클럽(동호회) 서비스의 한계를 벗어나지 못했던 프리챌과 세이클럽 등도 급격히 이용자들이 감소하며 쇠퇴기를 맞았다. 디지털 카메라의 보급과 함께 하두리 등 웹캠 서비스를 제공하던 포털 업체들도 2004년 이후 이용자들이 대거 홈피 서비스로 이동하게 된다. 채팅 서비스 역시 네이트가 싸이월드와 함께 연동시킨 네이트온이 가장 큰 인기를 끌었지만, 이 외의 업체들은 전부 이용자가 빠지는 등 큰 위기를 겪었다.

- 2010년대(2010~2019) : 스마트폰의 보급 및 대중화와 함께 인터넷 문화는 PC에서 모바일로 대세가 이동하게 되었다. 이로 인해 스마트폰에서 편리하게 사용 가능한 페이스북, 트위터, 인스타그램, 스냅쳇 등의 소셜 미디어 서비스가 큰 인기를 끌게 되었으며, 반대로 PC 위주의 서비스를 제공하던 기존 포털들은 이러한 스마트폰의 대중화에 큰 타격을 맞으며 쇠퇴하게 된다. 2000년대 중후반 블로그형 서비스로 폭발적인 인기를 자랑했던 싸이월드는, 스마트폰의 대중화 이후 모바일 서비스 시장에서 네티즌들의 외면을 받고 결국 큰 실패를 맞게 된다.

- 2020년대(2020~) : 2020년대의 인터넷 문화는 기존의 소셜 미디어 서비스를 넘어서, 모바일 문화에서 한단계 발전된 가상현실과 메타버스가 온라인 문화의 주축으로 떠오르고 있다.

## 문제점
인터넷 사용에 있어 많은 문제가 내제된 면도 가지고 있다. 아래에는 대한민국의 인터넷 계가 가지고 있는 문제를 나열한다.

### 기술적, 정책적 문제
- 시스템 아키텍처 면
- 네트워크 인프라 면
- 전자상거래와 보안
- 대한민국의 웹 호환성 문제

### 문화면 문제
- 게임 및 멀티미디어
- 인터넷 범죄
- 인터넷 용어 혼란[28]

## 관련 서적
- 안정배 등. 《한국 인터넷의 역사》. 블로터앤미디어. 2014년. ISBN 9788996592969

## 같이 보기
- 디시인사이드
- 네티즌
- 사이버 모욕죄
- 대한민국의 인터넷 신조어 목록
- 조선민주주의인민공화국의 인터넷